# جوليانا سيلفا
جوليانا سيلفا (بالبرتغالية: Juliana Silva‏) (22 يوليو 1983 في البرازيل - ) هي لاعب كرة طائرة شاطئية ولاعبة كرة طائرة برازيلية. شاركت في الألعاب الأولمبية الصيفية 2012.

## وصلات خارجية
- جوليانا سيلفا على موقع الاتحاد الدولي beach volleyball database (الإنجليزية)
- جوليانا سيلفا على موقع قاعدة بيانات الكرة الطائرة الشاطئية (الإنجليزية)
- جوليانا سيلفا على موقع أوليمبيديا (الإنجليزية)
- جوليانا سيلفا على موقع اللجنة الأولمبية البرازيلية (البرتغالية)